# Ossipee (Nuevo Hampshire)
Ossipee es un pueblo ubicado en el condado de Carroll en el estado estadounidense de Nuevo Hampshire. En el Censo de 2010 tenía una población de 4.345 habitantes y una densidad poblacional de 22,2 personas por km².

## Geografía
Ossipee se encuentra ubicado en las coordenadas 43°44′14″N 71°9′1″O / 43.73722, -71.15028. Según la Oficina del Censo de los Estados Unidos, Ossipee tiene una superficie total de 195.72 km², de la cual 183.26 km² corresponden a tierra firme y (6.37%) 12.46 km² es agua.

## Demografía
Según el censo de 2010, había 4.345 personas residiendo en Ossipee. La densidad de población era de 22,2 hab./km². De los 4.345 habitantes, Ossipee estaba compuesto por el 97.08% blancos, el 0.39% eran afroamericanos, el 0.35% eran amerindios, el 0.58% eran asiáticos, el 0% eran isleños del Pacífico, el 0.14% eran de otras razas y el 1.47% pertenecían a dos o más razas. Del total de la población el 1.04% eran hispanos o latinos de cualquier raza.